# Risiocnemis

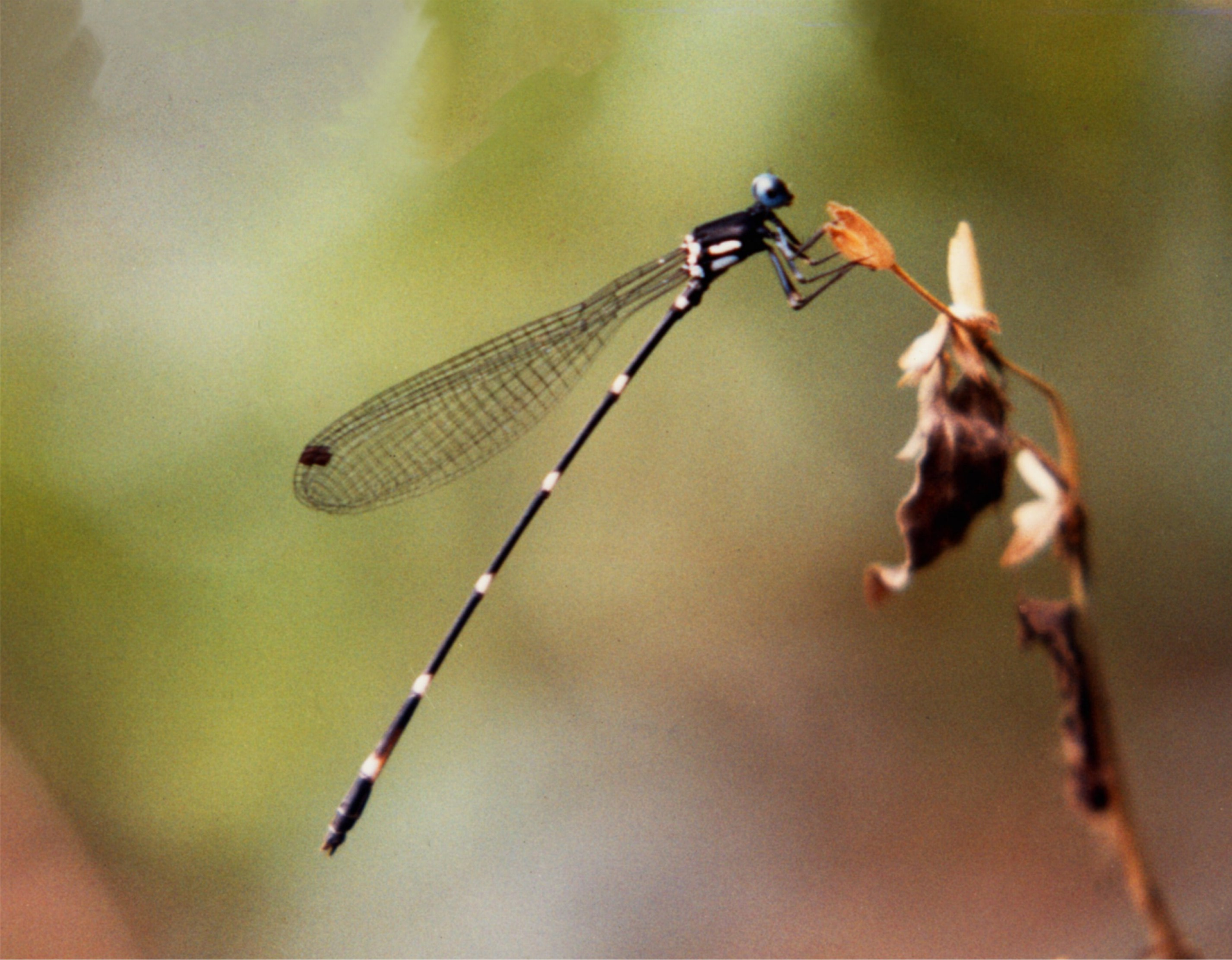
Representante da espécie - Risiocnemis seidenschwarzi

Risiocnemis é um género de libelinha da família Platycnemididae.
Este género contém as seguintes espécies:
- Risiocnemis seidenschwarzi